# Ornithodesmus
Ornithodesmus (букв. «пташина ланка») — рід невеликих дромеозавридів з острова Вайт в Англії, які датуються приблизно 125 мільйонами років тому. Спочатку ця назва була присвоєна птахоподібному крижу (ряду хребців, зрощених зі стегновими кістками), спочатку вважалося, що походить від птаха, а згодом визначено як птерозавра. Більш повні останки птерозавра пізніше були віднесені до орнітодесму, доки нещодавно детальний аналіз не визначив, що оригінальний зразок насправді походить від невеликого теропода, зокрема дромеозавра, що робить його одним із перших дромеозаврів, відомих науці. Весь матеріал птерозаврів, раніше віднесений до цього роду, було перейменовано на Istiodactylus.

## Опис
Оскільки вид відомий лише з окремих хребців, про зовнішній вигляд Ornithodesmus відомо небагато. Нервові шипи хребців зрощені й утворюють лопатку над крижовою кісткою довжиною 9,6 сантиметра, яка злегка вигнута. Основи нервових шипів утворюють бічну платформу, а перші два хребці послідовності мають глибокі порожнисті порожнини, які утворюють простір для повітряних мішків.
Виходячи з його очевидної ідентичності як дромеозавра, він, ймовірно, був м'ясоїдним і, ймовірно, мав довжину приблизно 1,8 метра. Зуби дромеозавра, які, ймовірно, належать велоцирапторину, відомі з того самого утворення, але занадто великі, щоб належати орнітодесму; скоріше, вони, мабуть, походять від теропода, ближчого за розміром до гігантського ютараптора.